# Football Club Nanumaga
Football Club Nanumaga (também conhecido como Ha'apai United) é um clube de futebol de Tuvalu fundado em 1980, com sede em Nanumaga. Disputa atualmente a A-Division, correspondente à primeira divisão nacional.